# Otrovno pismo
Otrovno pismo (izdan 1942.) je kriminalistički roman Agathe Christie s Miss Marple u glavnoj ulozi.

## Radnja
Gerry Burton i njegova sestra Joanna oporavljaju se u Lymstonu nakon zračne prometne nesreće. Nedugo nakon njihova dolaska Gerry dobiva otrovno pismo. Od liječnika Owena Griffitha dozna da takva pisma odavno kruže mjestom. Epidemija pisama navede Maud Calthrop, vikarovu ženu, da u pomoć pozove svoju staru prijateljicu Jane Marple. Gđici Marple ništa ne može promaknuti, pa tako ni ljubavna veza Joanne i Ownea, Gerryja i Megan, kćeri odvjetnika Symmingtona, te činjenica da se ispod mirne površine idiličnoga mjestašca naziru neki njegovi tužni i ogorčeni stanovnici. Žena g. Symmingtona nađena je mrtva, a kraj njezinog kreveta stajalo je otrovno oproštajno pismo. Gđica Marple je uvjerena da se radi o ubojstvu. Policija smatra da je gđa Symmington počinila samoubojstvo. No njihova istraga skrene s puta nakon što selo šokira još jedna smrt. Megan je našla pretučeno truplo njihove domaćice Beatrice u ormaru ispod stuba...